# Cupramontana

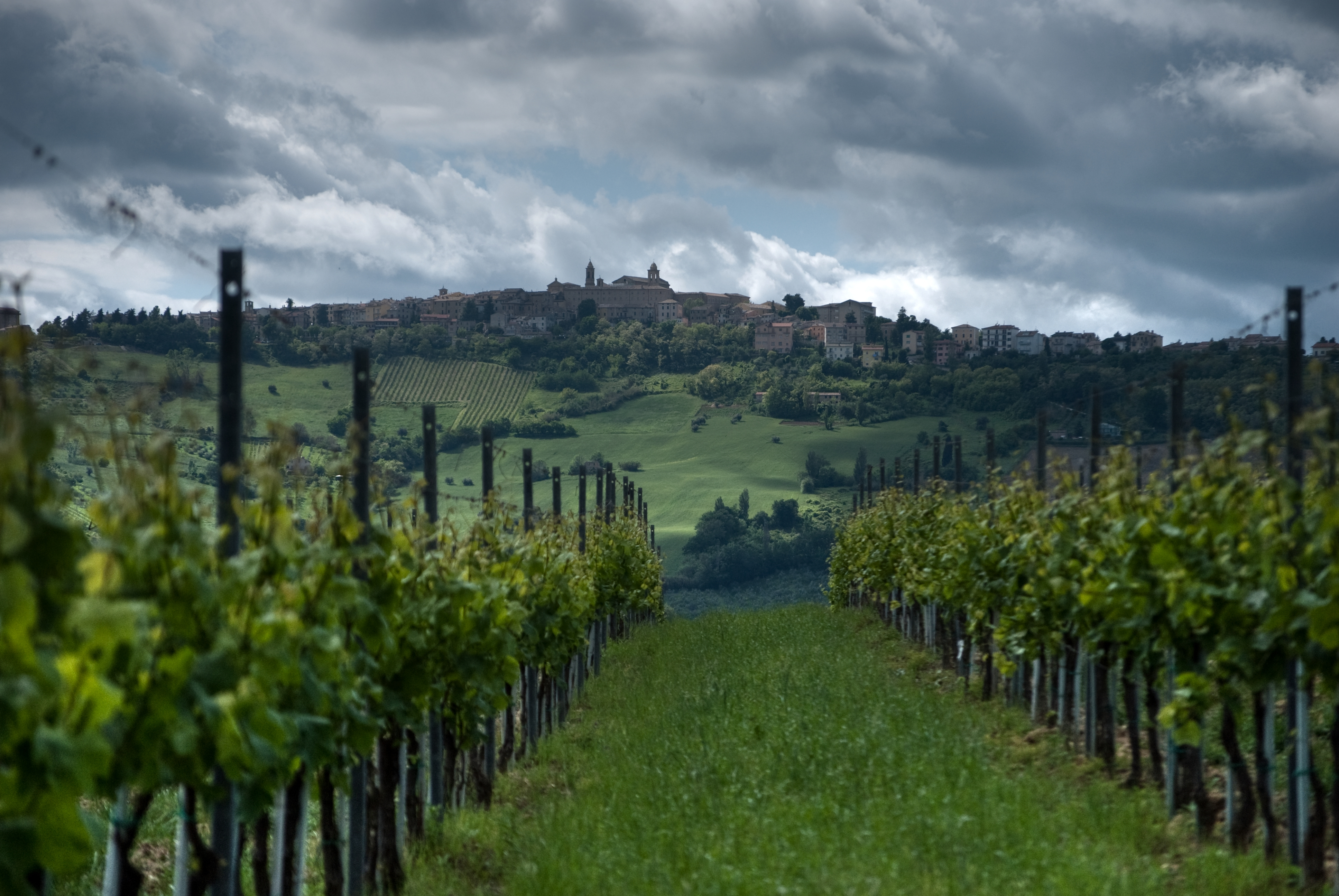
Panorama

Cupramontana ist eine italienische Gemeinde (comune) mit 4383 Einwohnern (Stand 31. Dezember 2023) in der Provinz Ancona in den Marken. Die Gemeinde liegt etwa 45 Kilometer südwestlich von Ancona und grenzt an die Provinz Macerata. Cupramontana ist Teil der Comunità montana dell'Esino Frasassi. Die nordwestliche Gemeindegrenze bildet der Esino.

## Geschichte
Cupra war eine Fruchtbarkeitsgöttin der Picener und Umbrer. Die römische Siedlung war als municipium von einiger Bedeutung. Unter Herrschaft des Herzogs von Spoleto war die Ortschaft als Massaccio bekannt. Ab dem 13. Jahrhundert gehörte sie dem Kirchenstaat an. Mit der Einheit Italiens kehrte man dann zum antiken Namen der Ortschaft zurück.

## Persönlichkeiten
- Luigi Bartolini (1892–1963), Schriftsteller

## Gemeindepartnerschaften
Cupramontana unterhält Partnerschaften mit den Gemeinden:
- Gessopalena in der Provinz Chieti (Italien) und
- Kalkan in der Provinz Antalya (Türkei)